# دون إنغلز
دون إنغلز (بالإنجليزية: Don Ingalls)‏ (29 يوليو 1918، هومبولدت في الولايات المتحدة - 10 مارس 2014، أولمبيا في الولايات المتحدة)؛ كاتب سيناريو وروائي أمريكي.

## روابط خارجية
- دون إنغلز على موقع IMDb (الإنجليزية)
- دون إنغلز على موقع قاعدة بيانات الفيلم (الإنجليزية)